# Fir Tree
Fir Tree är en by i kommunen Durham i grevskapet Durham i England. Byn är belägen 2 km från Crook. Orten har 226 invånare (2001).